# Lerista yuna
Lerista yuna — вид сцинкоподібних ящірок родини сцинкових (Scincidae). Ендемік Австралії.

## Поширення і екологія
Lerista yuna мешкають у внутрішніх районах на південному заході Західної Австралії. Вони живуть в сухих чагарникових заростях, серед пухкого піщаного ґрунту.

## Збереження
МСОП класифікує стан збереження цього виду як близький до загрозливого. Lerista yuna загрожує знищення природного середовища.